# Michael Johnson
Michael Duane Johnson, (Dallas, Teksas, 13. rujna 1967.) je američki sprinter, višestruki olimpijski pobjednik,svjetski prvak, donedavni svjetski rekorder.
Johnson je još uvijek aktualni rekorder u disciplini 4 x 400 m štafeta (2:54,20 s timom SAD-a) postavljenim 1993. godine. Osvojio je ukupno četiri zlatne olimpijske medalje , a svjetski prvak je bio čak devet puta. Najimpresivniji rezultat je njegova dvostruka pobjeda na Igrama u Atlanti 1996. godine, kada je osvojio zlato u utrkama na 200 i 400 m, što je rijedak podvig zbog različitosti tih disciplina.
Posebno je bio poznat po neobičnom stilu trčanja, s uspravnim leđima, kratkim koracima te nižim podizanjem koljena prilikom koraka. Iako ta tehnika nije prihvaćena od trenera i drugih natjecatelja, Johnson je s takvim stilom dominirao gotovo cijelo desetljeće.
Nakon Atlante mediji su stvorili pritisak oko pitanja tko je najbrži čovjek na planetu, Johnson ili Donovan Bailey, koji je tada bio olimpijski pobjednik i svjetski prvak na dionici od 100 m. Stoga je 1997. godine organizirana utrka između njih dvojice na dionici od 150 metara, dionici koja nije uobičajena pa nije smjela pogodovati niti jednom trkaču. Nažalost, tijekom te utrke Johnson je doživio ozljedu mišića, te je nakon 100 m morao odustati, pa je Bailey lako pobijedio.
Nakon BALCO skandala koji je uključivao dio tima s kojim je osvojio 4x400 metara zlato na Olimpijskim igrama u Sydneyu, vratio je svoju petu medalju jer se "osjećao prevarenim, iznevjerenim i medalja nije bila osvojena na pošten način".

## Osobni rekordi
| Datum              | Disciplina | Mjesto              | Vrijeme |
| ------------------ | ---------- | ------------------- | ------- |
| 16. lipnja 1994.   | 100 m      | Knoxville, SAD      | 10,09   |
| 1. kolovoza 1996.  | 200 m      | Atlanta, SAD        | 19,32   |
| 26. kolovoza 1999. | 400 m      | Sevilla, Španjolska | 43,18   |